# Quaddick State Forest
Quaddick State Forest ist ein State Forest im US-Bundesstaat Connecticut auf dem Gebiet der Gemeinde Thompson, nördlich des Quaddick State Park. 
Der Forst umfasst 1109 acres (449 ha) Land und dient als Schutzzone für das 189 ha (466 acre) große Quaddick Reservoir im Einzugsbereich des Fivemile River.

## Geschichte
Ursprünglich war das Gebiet ein Fischgrund der Nipmuck-Indianer. 1866 gab die Gemeinde Thompson die Erlaubnis, den damaligen Kings Pond aufzustauen. In der Folge wurde das Reservoir zur Energiegewinnung genutzt. Die Ländereien, die heute als State Forest ausgewiesen sind, waren in dieser Zeit die Town Farm, als Alterswohnsitz für Bürger der Gemeinde. Das Gebiet erstreckt sich im Osten bis unmittelbar an die Grenze von Rhode Island.

## Freizeitaktivitäten
Es bestehen Möglichkeiten zum Angeln, Jagen, Kanu-Fahren, Letterboxing und Camping.